# Magic English
Disney's Magic English è una serie animata didattica il cui scopo è di insegnare ai bambini la lingua inglese attraverso l'uso di spezzoni dei classici Disney ma anche dei cortometraggi (in lingua originale) diretta da Laurent Villevieille. La serie è distribuita in molti paesi non anglofoni del mondo, ed è completamente in lingua inglese.

## In Europa
In Italia, è stata inizialmente distribuita in edicola dal 3 gennaio 1997 in 32 VHS dalla durata di 30 minuti dalla DeAgostini Junior. Alla videocassetta erano allegati un dizionario con musicassetta e diverse schede a tema.
Nel 2004 e 2006, la serie è stata rilanciata in DVD sempre dalla DeAgostini Junior. In questa edizione, dal momento che è stato possibile sfruttare le potenzialità del formato digitale DVD-Video, oltre agli episodi, sono stati aggiunti dei giochi interattivi.
A partire dal 2003, Magic English è stato trasmesso anche in televisione, sui canali a pagamento Disney Channel e Playhouse Disney (oggi Disney Junior) e in chiaro su Rai 2.

## Episodi
1. Hello (Tanti saluti)
2. Family (La famiglia)
3. Friends (Gli amici)
4. Happy houses (Quante case!)
5. Animal friends (Animali amici)
6. It's delicious (Che fame!)
7. Happy birthday (Buon compleanno)
8. Tick tock time (Che ore sono?)
9. Night and day (Di giorno e di notte)
10. Let's play (Giochi e sport)
11. Numbers (Impariamo a contare)
12. At home (Dolce casa)
13. My body (Il mio corpo)
14. Party time (Che bella festa!)
15. Cooking (Tutti in cucina!)
16. The forest (Vita nella foresta)
17. The sea (Le meraviglie del mare)
18. Let's travel (Buon viaggio)
19. Colours (Un mondo di colori)
20. Wild animals (Animali selvaggi)
21. Funny faces (Il linguaggio del viso)
22. Country life (In campagna)
23. Music (Magia della musica)
24. Mountains (In montagna)
25. Changing seasons (Le stagioni)
26. Fairyland (Un mondo di fiaba)
27. The city (In città)
28. Wild west (Indiani e cowboy)
29. Everyday life (Vita quotidiana)
30. Big and small (Grande e piccolo)
31. Faraway places (Paesi lontani)
32. Villains (I buoni e i cattivi)